# Wong Tai Sin District
Wong Tai Sin District is een van de 18 districten van Hongkong en het enige district dat niet grenst aan de zee. Het bevindt zich in het noordelijk deel van Kowloon en heeft 444.630 mensen inwoners (2001). Het district kenmerkt zich door het lage opleidingsniveau van de inwoners, het lage inkomen, de oudste bevolking en de op een na hoogste bevolkingsdichtheid van Hong Kong.
Het district is onderverdeeld in de wijken Diamond Hill, Wang Tau Hom, Lok Fu, Chuk Yuen, Wong Tai Sin, Tsz Wan Shan, Fung Wong, Choi Hung en Choi Wan. In het district zijn meerdere grote sociale-woningbouwprojecten gerealiseerd. 85% van de inwoners woont in een flat van dit woningbouwproject.
De naam van het district is afgeleid van de Wong Tai Sintempel in het district. Naast de Wong Tai Sintempel is in het district ook het Chi Linnonnenklooster gelegen. Dat klooster is gebouwd in de stijl van de Tang-dynastie en is een populaire toeristische attractie.
Het district wordt doorkruist door de Kwun Tong-lijn van het MTR-metronetwerk en omvat de volgende stations: Lok Fu, Wong Tai Sin, Diamond Hill en Choi Hung.